# Alexandre Hay

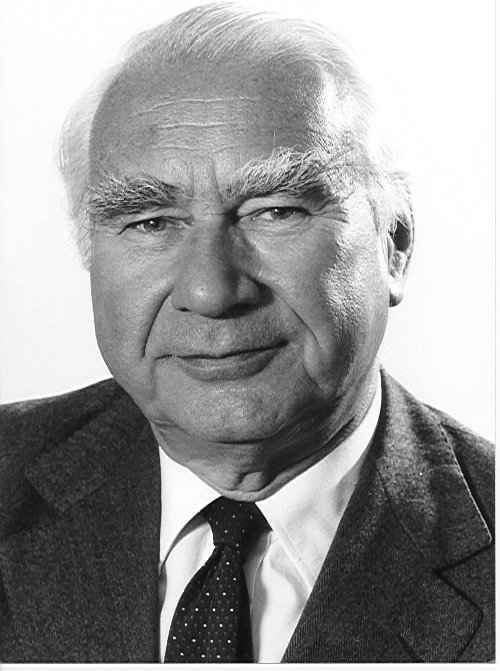
Alexandre Hay

Alexandre Hay (29 de octubre de 1919 - 23 de agosto de 1991) fue un abogado suizo. De 1966 a 1976 fue presidente de la directiva del Banco Nacional Suizo. Posteriormente, de 1976 a 1987 fue presidente del Comité Internacional de la Cruz Roja (CICR). 

## Biografía
Alexandre Hay nació en Berna el 29 de octubre de 1919 del matrimonio de Frédérik y Lydia Hay-Trachsler. La mayor parte de su juventud transcurrió en el clima políticamente tenso previo a la guerra, en Ginebra. Allí estudió en la Universidad de Ginebra y aprobó el examen de revalida (necesario para poder ejercer como profesional en leyes) en 1944. De 1942 a 1945 trabajó como abogado en la misma ciudad.
En 1945 Hay comenzó a trabajar para el servicio diplomático del Departamento Federal de Asuntos Exteriores en París. Un año más tarde fue nombrado Attaché de légation. En 1948 fue promovido a Secretario de Legación de Clase II, haciéndole responsable de los intereses económicos y financieros de Suiza en Francia.
En 1952 se convierte en miembro ejecutivo de la Unión Europea de Pagos. Un año más tarde se convierte en jefe de departamento de la rama en Zúrich del Banco Nacional Suizo. De 1955 a 1966 fue director y asistente director del departamento del Segundo Banco de Berna. De 1966 a 1976 fue Vicepresidente y Gerente General de la Junta Ejecutiva del Banco. 
Hay se casó en 1945 con la francesa Hélène Morin. Tuvieron dos hijos y dos hijas. Luego de la muerte de su esposa en 1973 se casó una segunda vez con Verena Vogler en 1980.

## Presidencia del CICR

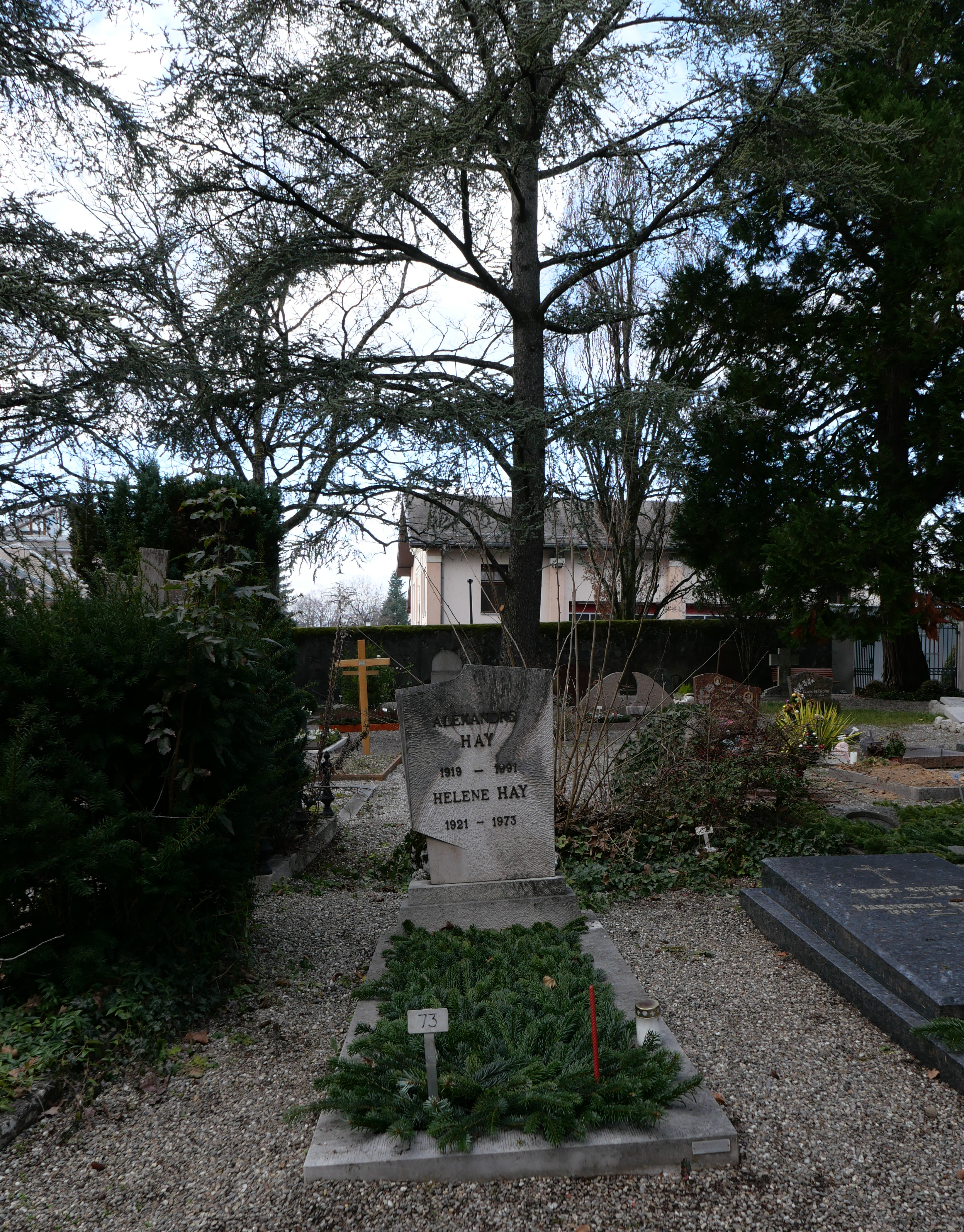
La tumba de Hay y su esposa Helene (1921-1973) en el cementerio de Chêne-Bougeries

En 1975 Hay se convirtió en miembro del Comité Internacional de la Cruz Roja (CICR). Un año más tarde, el primero de julio de 1976, tomó posesión como presidente del Comité, en sucesión de Eric Martin. Hasta finales del mismo año compartió la presidencia con Roger Gallopin, el presidente del Consejo de la Asamblea, antes de que ese asumiera esta función. 
Durante sus once años como presidente el presupuesto aunmentó de 50 millones a 250 millones de Francos Suizos y el número del personal y de los delegados se triplicó. Esto se debió en parte al incremento constante en el número y la duración de conflictos armadosen ese período.
Durante su permanencia en el cargo, más de 250.000 refugiados fueron retirados de Camboya por el gobierno tailandés en el año 1984. Cada vez más, los gobiernos comenzaron a ignorar los compromisos adquiridos en la Convención de Ginebra y en otras convenciones. Entre 1980 a 1988 se desarrollaron armas químicas en los combates durante la guerra entre Irán e Irak violando los compromisos de la Convención de Ginebra, que prohibía el uso de tales armas. Hay protestó repetidamente contra estas violaciones sin ningún resultado significativo.
Hay se preocupó especialmente por establecer relaciones entre el CICR y varias sociedades de la Cruz Roja y la Media Luna Roja (esta última en los países islámicos) alrededor del mundo.
Su sucesor fue Cornelio Sommaruga, quien tomó posesión en 1987, aunque Hay permaneció como miembro del CICR hasta 1989.

## Reconocimientos
- Doctor honoris causa de la Universidad de San Galo.
- Doctor honoris causa de la Universidad de Ginebra.

## Literatura
- Georges-André Chevallaz, Alexandre Hay, Gaston Gaudard: Helvetische Perspektiven: 1291 - 1991. Ed. Libertas, Biel 1989
- Alexandre Hay: Die Tätigkeit der OCDE. Verband Schweizerischer Holding- und Finanzgesellschaften, Zürich 1962
- Caroline Moorehead: Dunant's dream: War, Switzerland and the history of the Red Cross. HarperCollins, London 1998, ISBN 0-00-255141-1 (Hardcover); HarperCollins, London 1999, ISBN 0-00-638883-3